# 데라니시정
데라니시정(寺西町)은 히로시마현 가모군에 설치되었던 정이다. 현재의 히가시히로시마시에 해당한다.

## 역사
- 1889년 4월 1일 - 정촌제 시행에 의해 가모군 데라니시촌이 성립하였다.
- 1939년 7월 1일 - 요시토미촌, 구 사이조정·시타미촌·데라니시촌과 합병, 니시조정이 존속해 폐지되었다.
- 1952년 7월 1일 - 정으로 승격해  데라니시정이 되었다.
- 1959년 10월 1일 - 가모군 니시조정에 편입해 폐지되었다.

## 참고문헌
- 角川日本地名大辞典 34 広島県
- 『市町村名変遷辞典』東京堂出版、1990年。